# Dakota Luther
Dakota Luther (Austin, 7 de noviembre de 1999) es una deportista estadounidense que compite en natación. Ganó una medalla de oro en el Campeonato Mundial de Natación en Piscina Corta de 2022 y una medalla de oro en los Juegos Panamericanos de 2023, en la prueba de 200 m mariposa.

## Palmarés internacional
| Campeonato Mundial en Piscina Corta | Campeonato Mundial en Piscina Corta | Campeonato Mundial en Piscina Corta | Campeonato Mundial en Piscina Corta |
| Año                                 | Lugar                               | Medalla                             | Prueba                              |
| ----------------------------------- | ----------------------------------- | ----------------------------------- | ----------------------------------- |
| 2022                                | Melbourne (Australia)               | Medalla de oro                      | 200 m mariposa                      |
| Juegos Panamericanos                |                                     |                                     |                                     |
| Año                                 | Lugar                               | Medalla                             | Prueba                              |
| 2023                                | Santiago (Chile)                    | Medalla de oro                      | 200 m mariposa                      |